# Hiroyuki Sanada
Hiroyuki Sanada  (真田 広之?, Sanada Hiroyuki), pseudonimo di Hiroyuki Shimosawa (下澤 廣之?, Shimosawa Hiroyuki; Tokyo, 12 ottobre 1960), è un attore e artista marziale giapponese.
Agli inizi della sua carriera ha usato anche gli pseudonimi di Duke, Harry e Henry Sanada.

## Biografia
Prima di diventare una star di film d'azione, Hiroyuki Sanada esordisce all'età di cinque anni, nella Compagnia drammatica Hiwari e nel mondo del cinema con Rokyoku Komori-uta in cui recita accanto al famoso attore e artista marziale Sonny Chiba. A undici anni rimane orfano di padre e lo stesso anno inizia a studiare karate e a dodici anni inizia ad allenarsi con il Japan Action Club di Sonny Chiba, grazie al quale ottenne una buona abilità nelle arti marziali in genere. Nel 1978 diventerà uno dei protagonisti della serie Guerra fra galassie recitando il ruolo di Ayato Gen, interpretando la parte fino alla fine della serie nel 1979. Sanada è anche noto per aver interpretato la parte di Ryûji Takayama in The Spiral, un film del 1998, ruolo che riprenderà anche in Ring e Ring 2.
Nel 2002 reciterà come protagonista in The Twilight Samurai, un film di Yōji Yamada, mentre nel 2003 reciterà al fianco di Tom Cruise in L'ultimo samurai. Nel 2006 prende parte al film di James Ivory La contessa bianca. La sua carriera nei film di arti marziali gli fece conoscere l'attrice Michelle Yeoh, con la quale reciterà nel 2007 nel film di Danny Boyle Sunshine. Ha un'amicizia di lunga data con Jackie Chan, ma nonostante questo i due non erano mai apparsi assieme in un film fino al 2007 anno dell'uscita di Rush Hour - Missione Parigi. Prenderà parte nel 2008 al film delle sorelle Wachowski Speed Racer, inoltre nel 2009 prenderà parte al film Quella sera dorata recitando al fianco di Anthony Hopkins. Interpreterà la parte del villain Shingen Yashida nel film della saga cinematografica degli X-Men Wolverine - L'immortale. Dal 2013 al 2015 prenderà parte alla serie Syfy Helix nel ruolo del dottor Hiroshi Hatake, invece nel 2014 reciterà nella prima stagione di Extant interpretando la parte di Hideki Yasumoto.
Reciterà insieme a Keanu Reeves in 47 Ronin, un film del 2013, e - sempre nello stesso anno - prenderà parte a Le due vie del destino - The Railway Man. Interpreterà il ruolo di Takehaya nel 2016 in The Last Ship. Nel 2015 reciterà nel film di Bill Condon Mr. Holmes - Il mistero del caso irrisolto. Prenderà parte, nel 2017, al film Life - Non oltrepassare il limite, recitando al fianco di Ryan Reynolds. Nel 2023 ha recitato in John Wick 4. 
Nel 2024 esce su Disney Plus la serie Shōgun, dove, all’età di 63 anni, rifiuta la controfigura proposta per le scene più pericolose.

## Riconoscimenti
Nel 1982, per le sue interpretazioni nei film Makai Tenshō, Hoero Tekken e Bōkensha Kamikaze vince un Award of the Japanese Academy come attore esordiente. Ha vinto per quattro volte il Kinema Junpo Award come miglior attore, l'ultima come protagonista per The Twilight Samurai nel 2002, film che guadagnò una candidatura all'Oscar per il miglior film straniero. Per il suo ruolo in Shōgun ha vinto il Premio Emmy 2024 come miglior attore in una serie drammatica, primo giapponese e secondo asiatico a vincere tale premio per un ruolo totalmente in lingua giapponese, nonché il Premio Golden Globe 2025 come miglior attore in una serie drammatica.

## Filmografia

### Attore

#### Cinema
- Chokugeki! Jigoku-ken, regia di Teruo Ishii (1974)
- Yagyū Ichizoku no Inbō, regia di Kinji Fukasaku (1978)
- Sanada Yukimura no bouryaku, regia di Sadao Nakajima (1979)
- Sengoku jieitai, regia di Kôsei Saitô (1979)
- Tonda kappuru, regia di Shinji Sômai (1980)
- Ninja bugeicho momochi sandayu, regia di Norifumi Suzuki (1980)
- Makai Tenshō, regia di Kinji Fukasaku (1981)
- Bôkensha kamikaze, regia di Ryuichi Takamori (1981)
- Moeru yusha, regia di Tooru Dobashi (1981)
- Long zhi ren zhe, regia di Corey Yuen (1982)
- Hoero tekken, regia di Norifumi Suzuki (1982)
- Dôtonborigawa, regia di Kinji Fukasaku (1982)
- Kamata koshin-kyoku, regia di Kinji Fukasaku (1982)
- Iga ninpôchô, regia di Kôsei Saitô (1982)
- Satomi hakken-den, regia di Kinji Fukasaku (1983)
- Irodori-gawa, regia di Haruhiko Mimura (1984)
- Kotaro makari-toru!, regia di Norifumi Suzuki (1984)
- Mâjan hourouki, regia di Makoto Wada (1984)
- Kataku no hito, regia di Kinji Fukasaku (1986)
- Inujini sesi mono, regia di Kazuyuki Izutsu (1986)
- Kyabarê, regia di Haruki Kadokawa (1986)
- Caccia spietata (Wong ga jin si), regia di David Chung (1986)
- Hissatsu 4: Urami harashimasu, regia di Kinji Fukasaku (1987)
- Kaitô Ruby, regia di Makoto Wada (1988)
- Docchini suruno, regia di Shûsuke Kaneko (1989)
- Rimeinzu: Utsukushiki yuusha-tachi, regia di Shin'ichi Chiba (1990)
- Byôin e ikô, regia di Yōjirō Takita (1990)
- Tugumi, regia di Jun Ichikawa (1990)
- Keisho sakazuki, regia di Kazuki Ohmori (1992)
- Yamai wa kikara: Byôin e ikô 2, regia di Yōjirō Takita (1992)
- Bokura wa minna ikiteiru, regia di Yōjirō Takita (1993)
- Nemuranai machi - Shinjuku same, regia di Yōjirō Takita (1993)
- Kowagaru hitobito, regia di Makoto Wada (1994)
- Hero Interview, regia di Michio Mitsuno (1994)
- Chushingura gaiden yotsuya kaidan, regia di Kinji Fukasaku (1994)
- Sharaku, regia di Masahiro Shinoda (1995)
- East Meets West, regia di Kihachi Okamoto (1995)
- Kinkyu yobidashi - Emâjenshî kôru, regia di Kazuki Ohmori (1995)
- Ring (Ringu), regia di Hideo Nakata (1998)
- The Spiral (Rasen), regia di Jôji Iida (1998)
- D-Zaka no satsujin jiken, regia di Akio Jissôji (1998)
- Tadon to chikuwa, regia di Jun Ichikawa (1998)
- Ring 2 (Ringu 2), regia di Hideo Nakata (1999)
- Mayonaka made, regia di Makoto Wada (1999)
- Hatsukoi, regia di Tetsuo Shinohara (2000)
- Minna no ie, regia di Kôki Mitani (2001)
- Yin-Yang Master, regia di Yōjirō Takita (2001)
- Sukedachi-ya Sukeroku, regia di Kihachi Okamoto (2001)
- The Twilight Samurai (Tasogare Seibei), regia di Yōji Yamada (2002)
- L'ultimo samurai (The Last Samurai), regia di Edward Zwick (2003)
- Bôkoku no îjisu, regia di Junji Sakamoto (2005)
- La contessa bianca (The White Countess), regia di James Ivory (2005)
- The Promise (Wu ji), regia di Chen Kaige (2005)
- Sunshine, regia di Danny Boyle (2007)
- Rush Hour - Missione Parigi (Rush Hour 3), regia di Brett Ratner (2007)
- Speed Racer, regia di Lana Wachowski e Lilly Wachowski (2008)
- Quella sera dorata (The City of Your Final Destination), regia di James Ivory (2009)
- Wolverine - L'immortale (The Wolverine), regia di James Mangold (2013)
- 47 Ronin, regia di Carl Rinsch (2013)
- Le due vie del destino - The Railway Man (The Railway Man), regia di Jonathan Teplitzky (2013)
- Mr. Holmes - Il mistero del caso irrisolto (Mr. Holmes), regia di Bill Condon (2015)
- Life - Non oltrepassare il limite (Life), regia di Daniel Espinosa (2017)
- Il ricevitore è la spia (The Catcher Was a Spy), regia di Ben Lewin (2018)
- Avengers: Endgame, regia di Anthony e Joe Russo (2019)
- Il caso Minamata (Minamata), regia di Andrew Levitas (2020)
- Mortal Kombat, regia di Simon McQuoid (2021) – Scorpion
- Army of the Dead, regia di Zack Snyder (2021)
- Bullet Train, regia di David Leitch (2022)
- John Wick 4 (John Wick: Chapter 4), regia di Chad Stahelski (2023)
- Mortal Kombat II, regia di Simon McQuoid (2025) – Scorpion

#### Televisione
- Mito Kômon - serie TV, 1 episodio (1969)
- Shinkansen kouankan - serie TV, 1 episodio (1977)
- Guerra fra galassie (Uchu kara no messeji: Ginga taisen) - serie TV, 27 episodi (1979)
- Swords of the Space Ark, regia di Minoru Yamada e Bunker Jenkins - film TV (1980)
- Kage no gundan III (1982) (episodi sconosciuti)
- Chôdenshi Baioman - serie TV, 1 episodio (1984)
- Kage no Gundan: Bakumatsu hen (1985) (episodi sconosciuti)
- Dokugan-ryu Masamune (1987) (episodi sconosciuti)
- New York Koi Monogatari - serie TV, 3 episodi (1988)
- Shingo juuban shoubu, regia di Hitoshi Ôsu - film TV (1990)
- Taiheiki (1991) (episodi sconosciuti)
- Zoku Kamata kôshinkyoku: Ginchan ga iku, regia di Terry Ito - film TV (1991)
- Oda Nobunaga, regia di Sadao Nakajima - film TV (1992)
- Kôkô kyôshi - serie TV, 11 episodi (1993)
- Abe ichizoku, regia di Kinji Fukasaku - film TV (1995)
- Kon'na koi no hanashi - film TV (1997)
- Shin Hanshichi torimono chô (1997) (episodi sconosciuti)
- Tabuloido (1998) (episodi sconosciuti)
- Hikon kazoku (2001) (episodi sconosciuti)
- Lost – serie TV, 5 episodi (2010)
- Revenge – serie TV, 4 episodi (2011-2012)
- Helix – serie TV, 15 episodi (2013-2015)
- Extant – serie TV, 13 episodi (2014)
- The Last Ship – serie TV, 9 episodi (2016)
- Westworld - Dove tutto è concesso (Westworld) – serie TV, 4 episodi (2018-2020)
- Shōgun – miniserie TV (2024)

### Videogiochi
- Assassin's Creed Shadows (2025)

### Doppiatore
- La spada dei Kamui (Kamui no ken) - film d'animazione (1985)

## Doppiatori italiani
Nella versione in italiano delle opere in cui ha recitato, Hiroyuki Sanada è stato doppiato da:
- Francesco Prando in Ring, The Spiral, Ring 2, Sunshine, Quella sera dorata
- Antonio Sanna in La contessa bianca, Wolverine - L' immortale, 47 Ronin, Extant, Army of the Dead
- Hal Yamanouchi in Speed Racer, Bullet Train
- Claudio Sorrentino in Guerra fra galassie
- Stefano De Sando in Yin-Yang Master
- Andrea Ward in Lost
- Alessandro D'Errico in The Promise
- Simone Mori in Rush Hour 3 - Missione Parigi
- Massimo Rossi in Revenge
- Dario Oppido in Le due vie del destino - The Railway Man
- Raffaele Palmieri in Mr. Holmes - Il mistero del caso irrisolto
- Taiyo Yamanouchi in Life - Non oltrepassare il limite
- Federico Danti in Il ricevitore è la spia
- Giorgio Bonino in John Wick 4

Come doppiatore, viene sostituito da:
- Luigi Rosa in La spada dei Kamui